# Carl Grünzweig

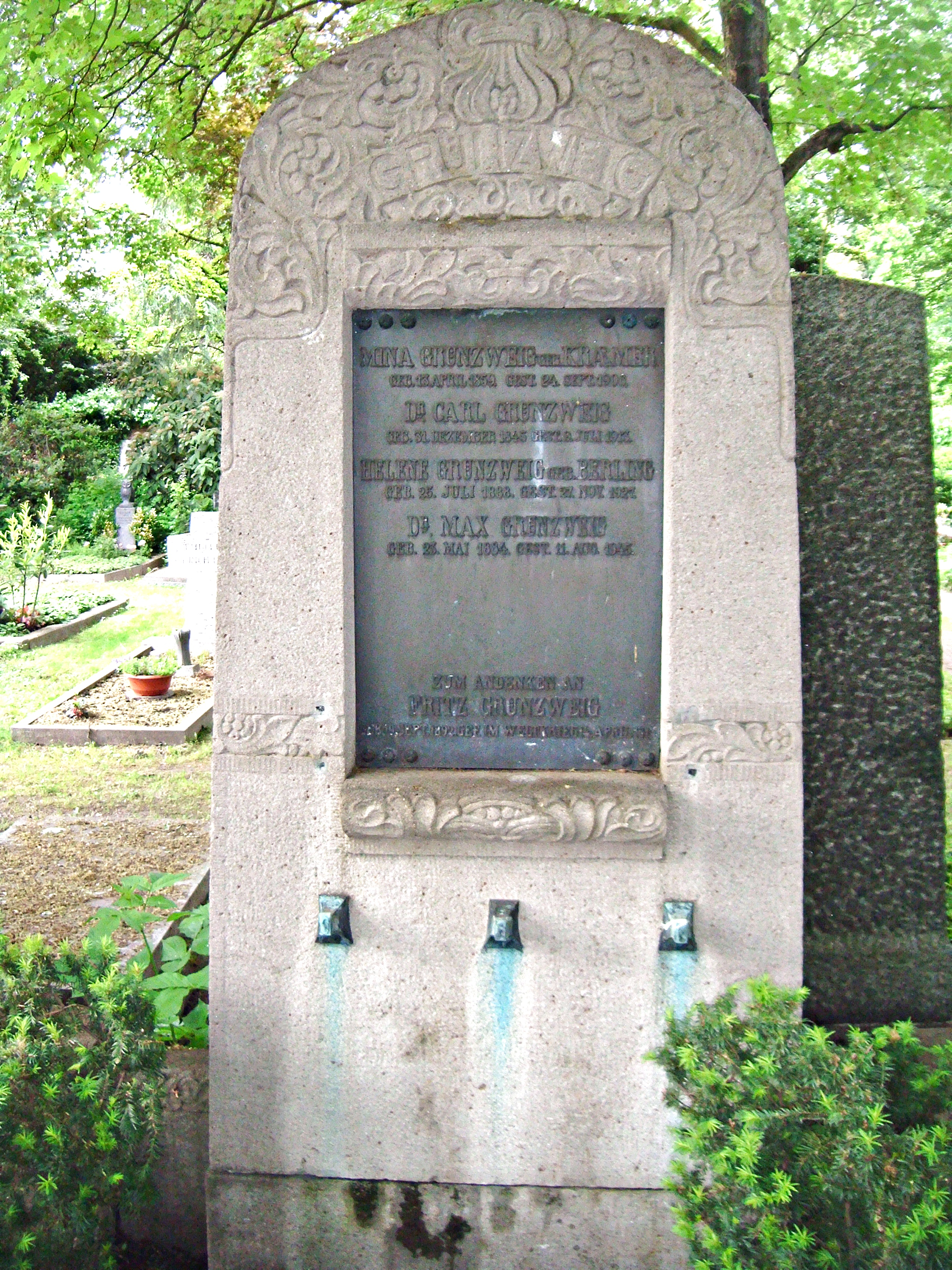
Grabmal der Familie Grünzweig auf dem Hauptfriedhof Ludwigshafen am Rhein

Carl Otto Grünzweig (* 31. Dezember 1845 in Schorndorf, Württemberg; † 9. Juli 1913 in Ludwigshafen am Rhein) war ein deutscher Chemiker, Unternehmer und zeitweise ehrenamtlicher Bürgermeister der Stadt Ludwigshafen am Rhein.

## Leben
Seine Eltern waren der Apotheker Carl Grünzweig (* 1809) und Luise Christine Grünzweig geb. Gaupp (1815–1906), die Tochter des Apothekers Gottlieb Friedrich Gaupp, die nach ihrer Heirat 1839 die Apotheke übernommen hatten.
Carl Grünzweig ging bei seinem Vater ab 1861 bis 1863, möglicherweise bis 1864 in die Lehre, studierte ab 1866 Chemie in München, ab 1867 an der Polytechnischen Schule Stuttgart und promovierte 1872 in Tübingen mit der Arbeit Über Buttersäuren verschiedenen Ursprungs. Neben der Chemie beschäftigte er sich mit Pharmazie, Botanik, Mikroskopie, Mineralogie und elementarer Mechanik.
Er arbeitete danach als Betriebschemiker der Ultramarinfabriken Carl Leverkus in Marienberg bei Bensheim.
1879 heiratete er in Schorndorf Wilhelmine Krämer (1859–1906), mit der er vier Söhne und eine Tochter hatte, darunter Carl Grünzweig (1881–1932; Maler) und Max Grünzweig.
Neben seinen unternehmerischen Aufgaben war Grünzweig im Stadtrat und von 1891 bis 1896 ehrenamtlicher Bürgermeister von Ludwigshafen am Rhein.

## Fabrik chemisch-technischer Producte von Grünzweig & Hartmann oHG

Grünzweig und Hartmann

Am 1. September 1878 gründete er zusammen mit seinem Freund, dem Kaufmann Paul W. Hartmann (1851–1899) aus Freudenstadt an der heutigen Frankenthaler Straße (oder der parallel verlaufenden Bürgermeister-Grünzweig-Straße) in Ludwigshafen die Fabrik chemisch-technischer Producte von Grünzweig & Hartmann oHG. Am Anfang stellte man Isoliermasse, Kitt zum Abdichten von Maschinenteilen, Laugen und Stiefelwichse her, was der Fabrik im Volksmund den Namen Die Wichs einbrachte.
1880 erhielten sie ihr erstes Patent auf Isolierplatten aus Kork, Korkstein. Kurz darauf entwickelten sie, zur Isolation von Kesseln und Bauwerken, den bis zum Zweiten Weltkrieg nachgefragten hitzebeständige Leichtstein Diatomitstein aus gemahlenem Kieselgur. Dieser wurde mit Wasser zu einer Paste verarbeitet, Ton, Säge- und Korkmehl zugemischt, in Formen gepresst und bei 950 °C gebrannt.
Nach Hartmanns Tod nahm Grünzweig seinen Sohn Max Grünzweig, der ein naturwissenschaftliches Studium abgeschlossen hatte, in das Unternehmen auf. Max hatte entscheidenden Anteil an der erstmaligen Errichtung eines Tunnel- oder Kanalofens.
1906 entdeckten sie, dass ohne Luftzufuhr erwärmtes Korkgranulat sich auf ein Vielfaches ausdehnt. Gegenüber Naturkork zeichnete sich der geblähte Kork durch geringeres Gewicht, bessere Wärmedämmung und größere Widerstandsfähigkeit gegen Feuchtigkeit aus. Bis 1908 eröffnete das Unternehmen Niederlassungen in Berlin, Düsseldorf, Hamburg, Dresden, München, Wien und Budapest.
Max Grünzweig gründete am 1. Oktober 1918 in München mit Unterstützung von Oskar Knoblauch das Forschungsheim für Wärmewirtschaft. Das Unternehmen konnte Max nur bis 1919 weiterführen. Neuer Unternehmensleiter wurde der Zivilingenieur Michael. Aus dem Unternehmen entstand später ISOVER und die G+H Montage GmbH (heute Gruppe G+H ISOLIERUNG).

## Schriften
- Über Buttersäuren verschiedenen Ursprungs. Inauguraldissertation, Druck von Keller, 1872. (35 Seiten)